# 中性スピリッツ
中性スピリッツ（ちゅうせいスピリッツ）とは、醸造酒に対して蒸留を繰り返し行い、エタノールを95%以上に濃縮した蒸留酒のことである。ニュートラルスピリッツとも呼ばれる。

## 概要
原料は醸造エタノールである。醸造エタノールの原料は飲用可能であれば基本的には問われない。(ただし飲用に供するのであるから、例えばエチレン由来の合成エタノールや廃木材に含まれるセルロース由来のバイオマスエタノールは、同じような組成でも原料として不適である)この醸造エタノールを連続蒸留や濾過などの操作によって、エタノールの組成を高めたものが中性スピリッツとなる。
精製の過程で原料本来の風味は失われており、原料の種類にかかわらず、できあがる中性スピリッツは味と香りに個性がほとんどない。
中性スピリッツはエタノール濃度95%以上の水溶液であるため、可燃性がある。多少水などで希釈しても可燃性は失われないため、引火に注意する必要がある。

## 用途
中性スピリッツは、ほぼエタノールと水だけの混合物と言っても良いので、その味も香りも原料の違いによる影響をほとんど受けない。よって、後から香味を加えて作る混成酒の生産の際、ベースとなる酒の特徴が影響を与えないようにするために多用される。

また、中性スピリッツは、原料の違いによる特徴が無い酒であるという点が特長なので、他の酒と混合しても、混合された側の酒が薄まるだけだという考え方も存在する。そのため、酒の増量を目的とした使用も行われており、日本酒の増量などを目的として添加されている醸造アルコールがその例である。このほか、酎ハイなどのベースとしても使用されている。人件費の安い日本国外で中性スピリッツを製造し、大量に輸入することでコストを抑えることができることから、中性スピリッツをベースとした酎ハイや中性スピリッツをブレンドに用いるごく一部の低価格帯（アルコール度数37%且つ、かつての二級相当品）のジャパニーズ・ウイスキーを製造するメーカーが存在する。原材料に「スピリッツ」と記されている酎ハイ、およびごく一部の低価格帯のジャパニーズ・ウイスキー（ただし、原材料に一部、海外産の原酒が使用されている場合はジャパニーズ・ウイスキーとはみなされず、ジャパンメイドウイスキー扱いとなる。）はいずれも中性スピリッツをベースとしたものがブレンドに用いられている。
他に、加水していない中性スピリッツは、可燃性の液体なので、液体燃料としても使用することができる。加水した場合でも、ある程度のエタノール濃度が保たれていれば、消毒液（エタノール系消毒液）としても使用することができる。ただし、皮膚の消毒に使用する際は、脱脂に注意が必要であるし、いずれの用途にせよ、火気に注意して扱う必要がある。

## 代表的な蒸留酒と中性スピリッツの関係
中性スピリッツが、エタノールを95%以上に濃縮した、飲用可能な蒸留酒であることは既述の通りである。

### ウォッカ
その96 %がエタノールであるウォッカの一種のスピリタスは、中性スピリッツそのものだと言える。なお、ウォッカには無味無臭のものが多数存在する。また、カクテルのアルコール度数を上げるためなどに使用されることからもわかるように、ウォッカにも原料の違いによる特徴があまりないという性質がある。これらのように、ウォッカは中性スピリッツと似た特徴を持っているがために、中性スピリッツに加水して作った酒がウォッカだと誤解することもあるかもしれない。しかし、大部分のウォッカは、蒸留によって一旦85 〜 96 %までエタノールを濃縮したものに加水して製造しているので、一部のウォッカは中性スピリッツに加水したものだと言えるものの、全てのウォッカが中性スピリッツに加水したものだとは言えない。

### ラム
サトウキビを原料にして中性スピリッツを作ることもしばしば行われるが、同じくサトウキビを原料とするラムを作る時は、蒸留によってエタノールを濃縮する際、最高でも95%未満までしか濃縮を行わないので、ウォッカとは違い、ラムそのものには中性スピリッツを使って作られていると言えるものは存在しない。
ただし、ラムとして用いるのではなく、サトウキビを原料としながらも中性スピリッツにまで濃縮を行ったものを用いるリキュールも存在する。

### テキーラ
50 〜 55 %程度までしかエタノールを濃縮しないテキーラにも、やはり中性スピリッツを使って作られていると言えるものは存在しない。

### ジン
ジンの内、ドライ・ジンは、蒸留によってエタノールを95 %以上まで濃縮した蒸留酒に香り付けなどを行うことで作っているので、ドライ・ジンは中性スピリッツを使って作られているとも言うことができる。

## 補足
無水エタノールの製造にはペンタンが用いられており（過去にはベンゼンが用いられたが発癌性物質のためペンタンに置き換えられた）、これを希釈して中性スピリッツとすることは極めて不適切である。エタノールを96 %以上に精製しようと蒸留しても、水とエタノールが共沸してしまうために単純な蒸留ではエタノール濃度は上がらない。このため蒸留系内にペンタンを加え水-エタノール共沸混合物の生成を妨害し(水-ペンタン共沸混合物をつくる)、エタノールを精製する。食用以外の物質を混和した上で蒸留するため、ペンタン等の残留如何にかかわらず、飲用に適するものではなくなる。系内の圧力を下げて蒸留すれば水-エタノール共沸混合物の生成はされないが、単位あたり収量が低くなり工業的に採算が合わない。
なお醸造用アルコールも99 %品が規格品として酒造メーカー向けに提供されているが、こちらは酢酸ナトリウム・酢酸カリウム混合融解混合物（どちらも食品添加物扱い）や酸化カルシウム（食品添加物級のもの）などで95 %エタノールを脱水処理したものである。